# Anni Albers
Pour les articles homonymes, voir Albers.
Anni Albers, née Annelise Fleischmann le 12 juin 1899 à Berlin en Allemagne et morte le 9 mai 1994 à Orange dans le Connecticut aux États-Unis, est une artiste textile américaine d'origine allemande, designer, lithographe et théoricienne de l'art, qui a participé au mouvement du Bauhaus et a enseigné au Black Mountain College. Anni Albers est une des rares femmes du Bauhaus à avoir rencontré de son vivant le succès professionnel et la reconnaissance.

## Biographie
Annelise Else Frieda Fleischmann est née à Berlin le 12 juin 1899, dans une famille aisée. Son père, Siegfried Fleischmann, est un fabricant et commerçant de meubles de qualité et sa mère, Toni Fleischmann-Ullstein, vient d'une famille riche. Leopold Ullstein, son grand-père maternel, avait fondé la Ullstein-Verlag, une des plus importantes maisons d'édition allemandes. Bien que sa famille soit d'origine juive, elle est baptisée protestante. Elle dira plus tard ne pas se sentir juive, sauf « dans le sens hitlérien » du terme,.

### Apprentissage et formation

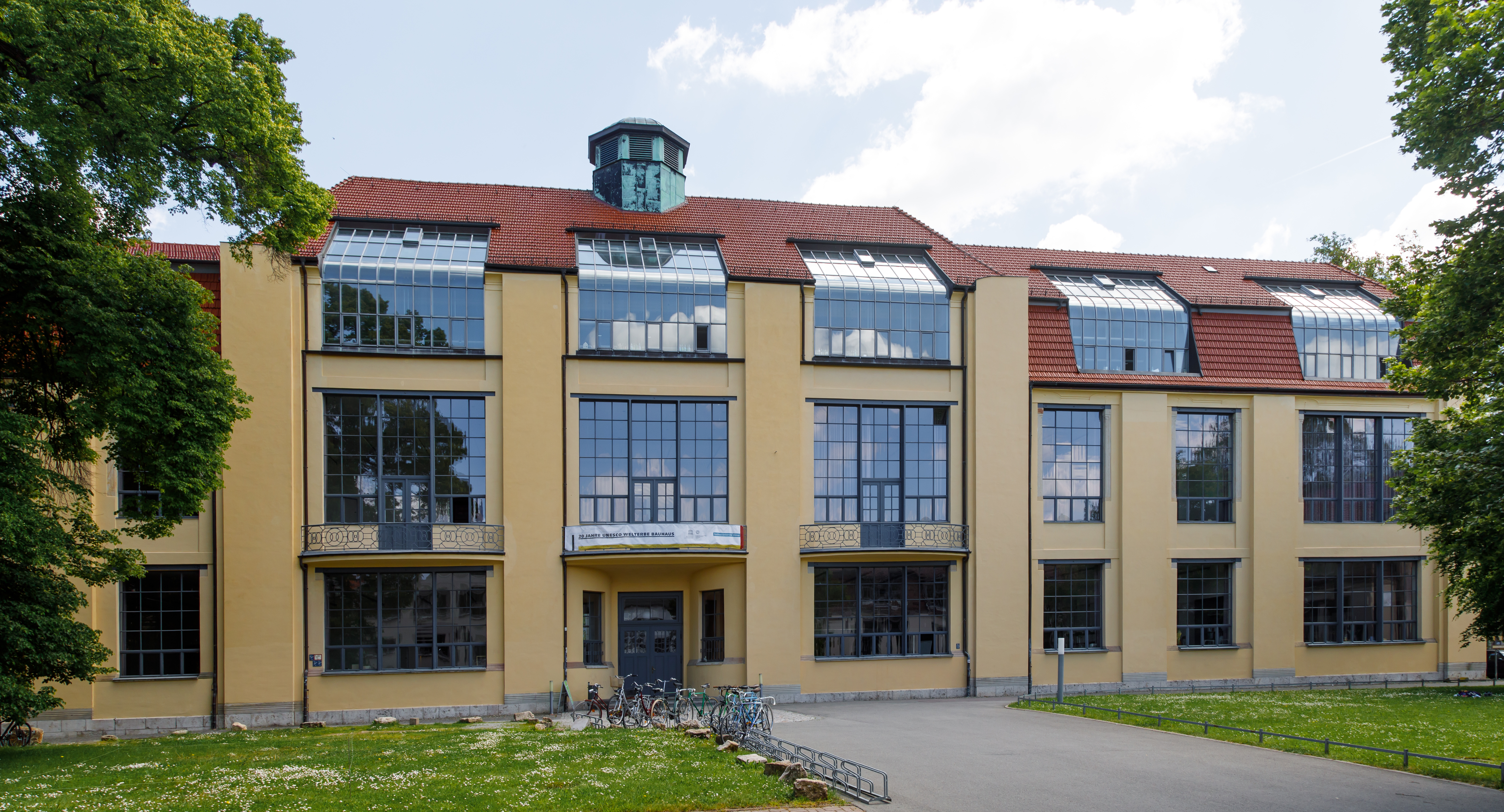
Bâtiment du Bauhaus de Weimar.

Elle prend des leçons d'art privées et à dix-sept ans suit l’enseignement du peintre impressionniste Martin Brandenburg puis s'inscrit à l'École d’arts appliqués de Hamburg, où elle s'ennuie pendant deux semestres de cours de broderie. Elle n'y reste que quelques mois. En 1922, elle est acceptée à l'école du Bauhaus à Weimar. Elle y suit les cours de couleur du peintre Paul Klee et est formée par Georg Muche, puis Johannes Itten. Albers envisage de s'inscrire dans les ateliers du verre, bois, métal, peinture sur mur et tissage. Elle intègre finalement à contre-cœur l’atelier de tissage  vers lequel les femmes étaient systématiquement encouragées à se diriger. Elle aurait aimé rejoindre l'atelier de verre plutôt que travailler avec les fils flasques et sans tenue que le destin lui mettait entre les mains. Le tissage lui paraît une « activité de mauviette » qui ne lui ouvrira pas d'horizons professionnels, mais petit à petit, le travail avec les fibres stimule son imagination et son expression artistique.

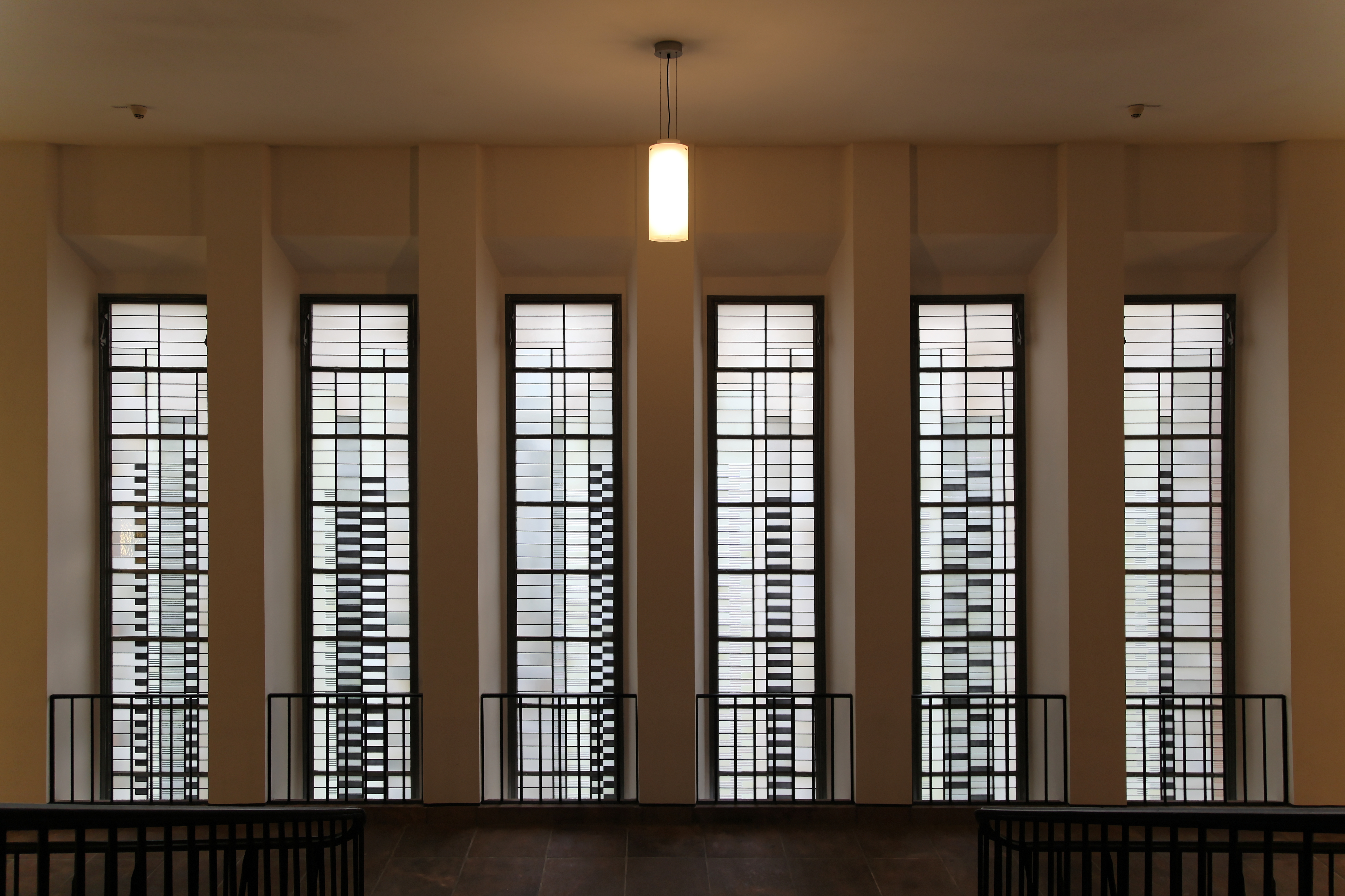
Fenêtres à motifs géométriques de Josef Albers, Musée Grassi de Leipzig.

Elle étudie avec Gunta Stölzl et crée ses premières grandes tentures murales aux dessins uniquement géométriques. Sous l'impulsion de Gunta Stölzl, Benita Koch-Otte et Anni Albers, l'atelier de tissage au Bauhaus s'oriente vers des motifs plus modernes, des expérimentations techniques comme la teinture et l'utilisation de nouveaux matériaux. Anni Albers et Josef Albers, son futur mari, explorent tous les deux ces formes abstraites, aux lignes verticales et horizontales, lui dans ses créations en verre, elle dans ses tapisseries. Elle expérimente avec les tissus doubles ou triples, ce qui permet de créer des reliefs alternant avec des motifs plats. Elle crée de telles tentures pour la résidence du directeur du Bauhaus Walter Gropius à Dessau où l'école avait déménagé en 1925, dessine des rideaux pour le théâtre, des tissus d'ameublement, des tentures murales.
Sa première publication est un article dans la revue Junge Menschen (novembre 1924), intitulé Bauhausweberei. Pendant l'été, Gropius avait annoncé la fin du travail expérimental des ateliers, ces derniers devant se consacrer à la production en suivant les principes du Bauhaus. Dans son article, Albers propose une approche qui s'appuie à la fois sur l'expérimentation dans le tissage manuel et sur la production textile en série. Le tissage manuel est essentiel pour comprendre la fibre et les techniques de tissage et pour arriver à une production industrielle de qualité. Elle concilie l'approche industrielle de Gropius et la production d'objets uniques utilisant les techniques du passé et destinés à une clientèle aisée. En 1925, elle épouse dans une cérémonie catholique Josef Albers, rencontré trois ans plus tôt au Bauhaus à Weimar.
Comme projet final pour son diplôme, Albers expérimente avec de nouvelles matières comme la cellophane ou la soie artificielle afin de créer un revêtement mural pour l'auditorium  de L'École fédérale de l'ADGB, projet conçu par Hannes Meyer à Bernau. Elle met au point un tissu à tendre dont une des faces absorbe les sons et améliore l’acoustique, et l'autre reflète la lumière. Cette tenture est considérée comme « l'une des plus impressionnantes réalisations » de l'atelier de tissage. L'architecte américain Philip Johnson dira que c'est la tenture anti-bruit qu'Albers avait créée pour l'auditorium de Bernau qui a été le « passeport » du couple pour émigrer aux États-Unis.
Albers passe son diplôme du Bauhaus en 1930 et en 1931, elle est nommée directrice de l'atelier de tissage, après la démission de Gunta Stölzl de ce poste.

### Exil en Caroline du Nord et enseignement
Face à la montée du nazisme, le couple Albers quitte l'Allemagne en 1933. Ils partent enseigner au Black Mountain College en Caroline du Nord. L'université venait d'être fondée et l'architecte Philip Johnson y avait invité les Albers.

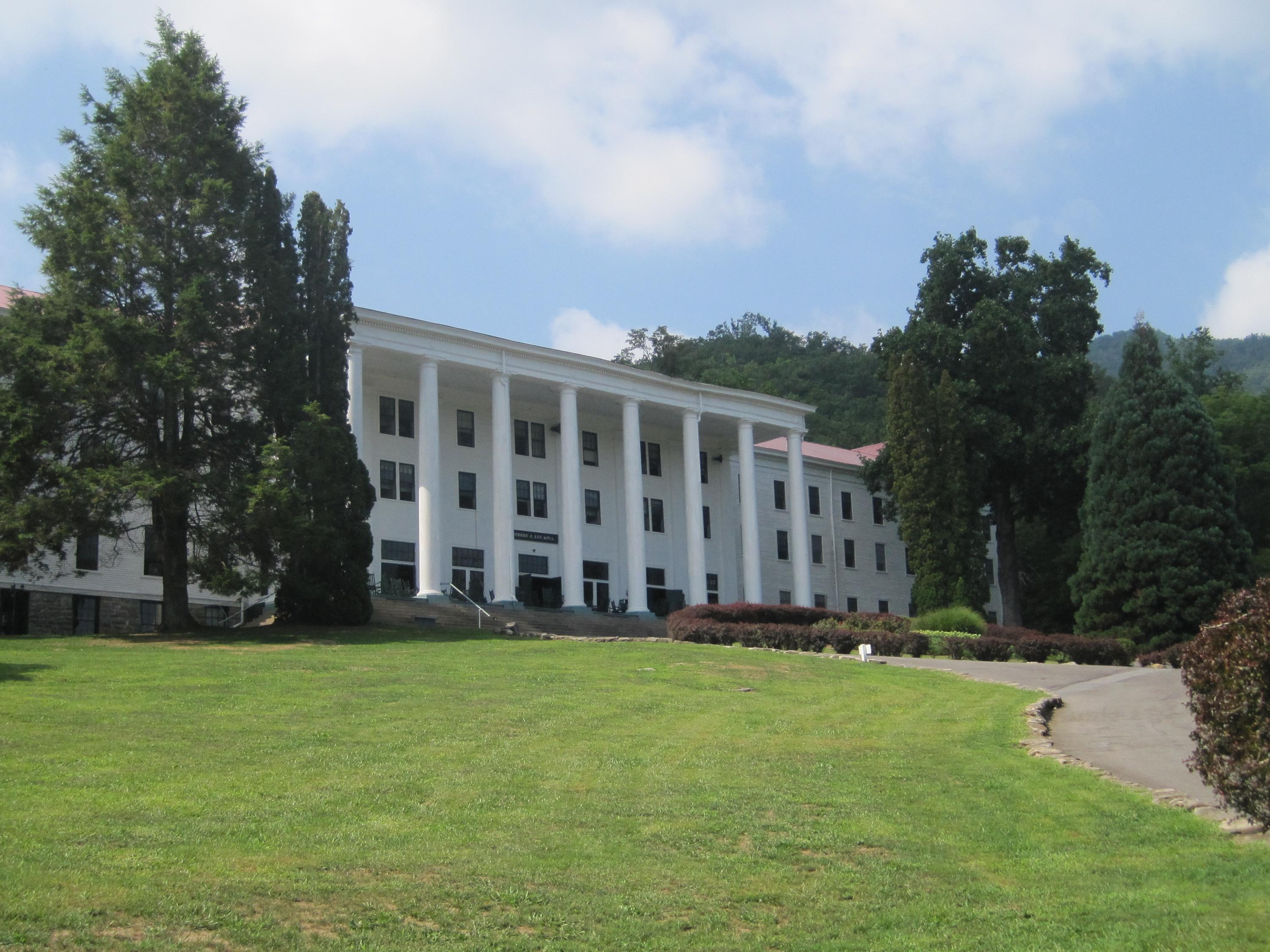
Bâtiment utilisé par le Black Mountain College à l'arrivée de Josef et Anni Albers.

Josef Albers est nommé directeur du département des arts visuels et en 1934, Anni Albers y crée un atelier de tissage dans lequel elle encourage les étudiants à comprendre les fibres et leur texture et à utiliser leur imagination pour en jouer. Elle-même continue à apprendre et explorer différentes techniques comme par exemple le tissage sans métier à tisser qu'elle a observé au cours de voyages en Amérique Latine avec son mari, ou l'intégration d'objets communs dans le tissage pour obtenir de nouvelles textures,. Elle crée des bijoux anti-luxe en utilisant des objets quotidiens (vis, épingles à cheveux, trombones à papier, têtes d'écumoire, bouchons de liège, etc.). Les bijoux créés par Albers et son étudiant Alexander Reed sont exposés en 1941 au Black Mountain College et en 1946 dans l'exposition Modern Handmade Jewelry au Museum of Modern Art (MOMA).
Parallèlement à son enseignement, Albers continue à explorer diverses techniques de tissage pour réaliser ce qu’elle appellera ses « pictorial weavings »  (tapisseries graphiques), non plus des réalisations destinées à l’usage quotidien ou à la production industrielle mais des tentures murales exposées comme objets d’art. Les Albers démissionnent de leurs postes en 1949 et quittent la Caroline du Nord.

### Les années dans le Connecticut
Après un voyage à Mexico, le couple Albers s'installe d'abord à New York, puis dans le Connecticut quand Josef Albers devient directeur du nouveau département de design à l'Université Yale.
À partir de 1949, Anni Albers intervient dans de nombreuses écoles d’art comme spécialiste de l’art textile. La même année, le Museum of Modern Art (MOMA) lui consacre une exposition personnelle. Cela marque la reconnaissance de l'artiste et de l'art textile.
Elle étudie les tissages traditionnels sud-américains et s'intéresse particulièrement à l'art textile péruvien qui servait de moyen de communication, tels que les quipus. En 1965, elle réalise Six prayers pour le Musée juif de New York à la mémoire des victimes de la Shoah : six panneaux sombres et contemplatifs représentent les six millions de victimes juives.

#### Du tissage à la lithographie
En 1963, Josef Albers est invité à donner des cours à l’Atelier de lithographie de Tamarind (Tamarind Lithography Workshop) fondé en 1960 par June Wayne à Los Angeles. C'est là qu'Anni Albers, encouragée par June Wayne, découvre la lithographie. Une première édition de ses œuvres sort en 1964, grâce à la générosité de l'Institut. De retour dans le Connecticut, elle explore ce qu’elle décrit comme une nouvelle liberté d’expression, utilisant la lithographie pour mettre au point de nouvelles méthodes de sérigraphie. Comme elle l'explique dans un entretien en 1977 avec Gene Baro, curateur consultant du département des arts graphiques du Brooklyn Museum, à partir de cette période, la sérigraphie et d’autres techniques d’impression et de gravure sont ses supports d’expression privilégiés, à un moment où le tissage devient une activité physiquement éprouvante pour elle.
Pour Albers, les techniques de l'impression offrent une plus grande liberté d'expression. Le tissage permet la production d'un objet, alors que l'impression permet de nombreuses expérimentations et variations. Elle note également que le tissage est considéré comme de l'artisanat alors que ce qui est produit sur papier est considéré comme de l'art, et qu'il est plus facile d'être reconnu comme artiste quand on utilise le papier comme support.
Elle décède de causes naturelles en 1994, dans sa maison d'Orange.

## Hommages et postérité

### Reconnaissance de son vivant
De son vivant, le grand nombre d'expositions consacrées à Anni Albers, la première en 1941, témoigne de la reconnaissance dont elle jouit. En 1951, Florence Knoll lui propose de collaborer avec le département des textiles de l'entreprise Knoll. Pendant une trentaine d'années, Anni Albers crée des motifs pour l'entreprise, tel que Eclat, son motif le plus connu (Eclat Weave en 2019).

### Postérité
Dans la nécrologie du New York times, l’influent artiste textile Jack Lenor Larsen (en) lui rend hommage en soulignant le caractère innovateur du travail et des créations d’Albers : « Dès ses débuts dans les années vingt comme étudiante puis enseignante, Anni Albers explora et transforma les arts textiles. (...) Et en Amérique, elle continua son rôle de prophète, enseignante et artiste innovatrice,. »
Albers inspire des générations d'artistes, par exemple Sheila Hicks qui découvre l'art textile dans son atelier dans les années 1950.
Le travail précurseur et innovateur d'Albers continue à marquer le monde du design au XXIe siècle. À l'occasion du centenaire du Bauhaus, l'entreprise américaine Designtex crée en 2019 une ligne de tissus d'ameublement, appelée The Bauhaus project qui s'inspire des créations d'Albers et de Stölzl pour le Bauhaus.
À partir de la technique ancestrale du tissage, Albers a donné naissance à un art d’avant-garde qui tire son inspiration de ses recherches originales.

### Autres

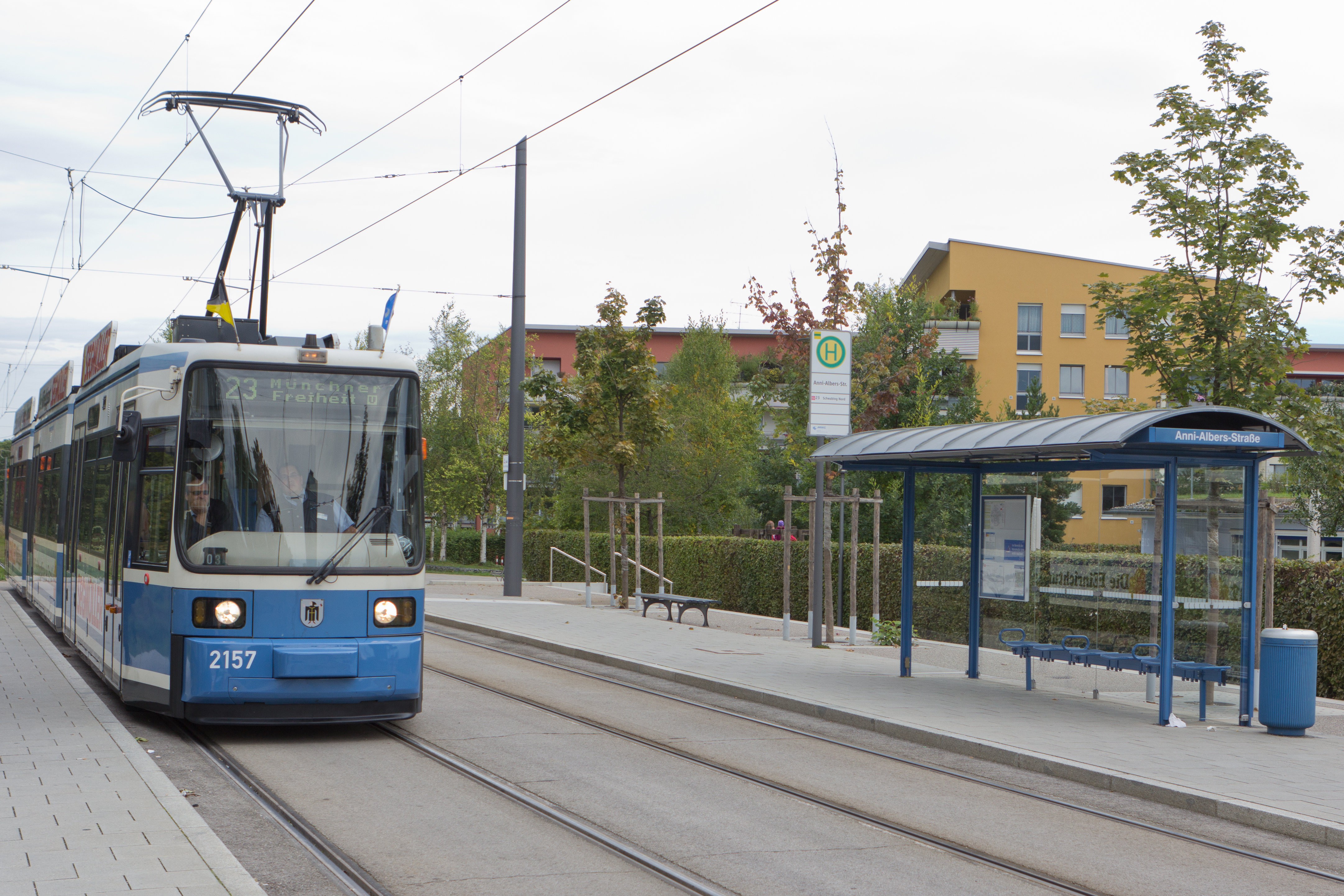
Station de tramway Anni-Albers-Straße à Munich.

Une rue et une station de tramway portent son nom à Munich.
Une mini-série allemande créée par Lars Kraume, Bauhaus - Un temps nouveau (Die Neue Zeit), est diffusée en France (Arte) et en Allemagne (ZDF) en 2019. Elle retrace l'histoire du Bauhaus. Anni Fleischmann (de son nom de naissance) y est interprétée par l'actrice Julia Goldberg.

## Récompenses et distinctions
Au cours de sa carrière, Anni Albers reçoit plusieurs récompenses et distinctions en reconnaissance de son travail :
- 1961 : Gold medal for craftsmanship, American Institute of Architects[30],[5].
- 1981 : Médaille d'or, American Craft Council[22].
- 1990 : Doctorat honoris causa, Royal College of Art de Londres[30].

## Publications

### Livres
- 1959 : On Designing, Wesleyan University Press trad. fr. En tissant, en créant, Flammarion, 2021 (ISBN 978-2-08-020480-6)
- 1959 : Pictorial Weavings, M.I.T.
- 1965 : On Weaving, Wesleyan University Press nouvelle édition augmentée : On Weaving, Princeton University Press, 2017 (lire en ligne) ; trad. fr. Du tissage, les Presses du réel, 2021 (ISBN 978-2-37896-100-8, présentation en ligne)
- 1970 : Pre-Columbian Mexican Miniatures: the Josef and Anni Albers Collection, Anni Albers, Ignacio Bernal et Michael D. Coe, Praeger, New York

### Articles (liste partielle)
- 1926 : Bauhausweberei, dans Junge Menschen, n° 5
- 1941 : Handweaving Today: Textile Work at Black Mountain College, The Weaver, janvier-février 1941
- 1944 : One Aspect of Art Work, dans On Designing, décembre 1944
- 1969 : On Walter Gropius (nécrologie de Gropius), dans Craft Horizons, septembre–octobre 1969

## Expositions
Expositions personnelles de son vivant :

### Années 1940
- 1941 : « Anni Albers and Alex Reed: Exhibition of Necklaces », Willard Gallery, New York.
- 1943 : « Painting, Prints, and Textiles by Josef and Anni Albers », North Carolina Museum of Art, Raleigh.
- 1949 : « Anni Albers: Textiles », Museum of Modern Art, New York (puis en itinérance dans vingt-six musées à travers les États-Unis et le Canada).

### Années 1950
- 1953 : « Josef and Anni Albers: Paintings, Tapestries and Woven Textiles », Wadsworth Atheneum, Hartford.
- 1954 : « Josef and Anni Albers: Painting and Weaving », Honolulu Academy of Art, Honolulu.
- 1959-1960 : « Anni Albers: Pictorial Weavings », MIT New Gallery, Cambridge (puis en itinérance).

### Années 1960
- 1969 : « Anni Albers Lithographs and Screenprints 1963–1969 », Retina Gallery, Cambridge.

### Années 1970
- 1970 : « Anni Albers », Earl Hall Gallery, New Haven.
- 1971 : « Anni Albers: Lithographs and Screenprints », University of Bridgeport, Bridgeport.
- 1973 : « Anni Albers: Drawings, Prints, Pictorial Weavings », Pollock Gallery, Toronto.
- 1975 : « Anni Albers: Bildweberei, Zeichnung, Druckgrafik », Kunstmuseum Düsseldorf, Düsseldorf (puis transféré au Bauhaus-Archiv à Berlin).
- 1977 : « Anni Albers », Lantern Gallery, Ann Arbor.
- 1977 : « Anni Albers: Drawings and Prints », Brooklyn Museum, New York.
- 1977 : « Anni Albers: Prints », Zabriskie Gallery, New York.
- 1978 : « Anni Albers: Graphics », Katonah Gallery, New York.
- 1978 : « Anni Albers: Recent Work », Pollock Gallery, Toronto.
- 1979 : « Graphic Work by Anni Albers », Joseloff Gallery, Hartford.
- 1979 : « Anni Albers: Prints », Monmouth Museum, Lincroft.
- 1979 : « Anni Albers: Graphics », Paul Klapper Library, New York.

### Années 1980
- 1980 : « Anni Albers: Prints », Alice Simsar Gallery, Ann Arbor.
- 1980 : « Anni Albers: Evolving Systems », Morris Museum of Arts and Science, Morristown.
- 1980 : « Anni Albers: Prints and Drawings », University of California Riverside, Riverside.
- 1980 : « Anni Albers: Prints », Mattatuck Museum, Waterbury.
- 1982 : « Anni Albers: Prints », Silvermine Gallery, New Canaan.
- 1983 : « Anni Albers: Printmaker », University of Bridgeport, Bridgeport.
- 1984 : « Anni Albers: Silkscreen Prints », Artists Signature Gallery, New Haven
- 1985 : « Anni Albers: Prints; Ella Bergmann: Drawings; Ilse Bing: Photographs », Arts Club, Chicago
- 1985 : « The Woven and Graphic Art of Anni Albers », Renwick Gallery, Washington D.C..
- 1989 : « Anni und Josef Albers: Eine Retrospektive », Villa Stuck, Munich (puis transféré au Josef Albers Museum à Bottrop en 1990).

### Posthumes (liste partielle)

#### Années 1990
- 1990 : « Gunta Stölzl, Anni Albers », Museum of Modern Art, New York.
- 1998 : « Josef und Anni Albers : Europa und Amerika », Kunstmuseum, Berne
- 1999 : « Anni Albers », Collection Peggy Guggenheim, Venise, puis au Josef  Albers  Museum  Quadrat à Bottrop, au Musée des Arts décoratifs à Paris, et au Musée juif à New York.

#### Années 2000
- 2001 : « Anni Albers : Works on Paper from The Josef and Anni Albers Foundation », Davidson Art Center, Connecticut
- 2002 : « Anni Albers : Works on Paper », Gus Fisher Gallery, Auckland
- 2004 : « Josef and Anni Albers: Designs for Living », National Design Museum, New York
- 2004 : « Print work by Anni and Josef Albers and their life at Black Mountain College », Fuji Xerox Co., Tokyo
- 2006 : « Anni y Josef Albers. Viajes por Latinoamérica », Musée national centre d'art Reina Sofía, Madrid, puis au Josef Albers Museum Quadrat à Bottrop, au Museo de Arte de Lima, à l'Antiguo Colegio de San Ildefonso, Mexico et au Museu Oscar Niemeyer, Curitiba

#### Années 2010
- 2010 : « Anni Albers : Prints and Studies », Alan Cristea Gallery, Londres.
- 2010 : « Anni Albers : Truth to Materials », Design Museum, Londres.
- 2010 : « Anni Albers : Design Pioneer », Ruthin Craft Centre, Ruthin.
- 2015 : « A Beautiful Confluence: Anni and Josef Albers and the Latin American World », Museo delle Culture, Milan
- 2016 : « Anni Albers : Connections », Wellesley, Massachusetts
- 2017 : « Anni Albers: The Prints », Galleria Carla Sozzani, Milan
- 2017 : « Small-Great Objects: Anni and Josef Albers in the Americas », Yale University Art Gallery, New Haven
- 2017 : « Harmony », Mercy Gallery, Windsor
- 2018 : « Anni Albers Connections : Prints 1963–1984 », Alan Cristea Gallery, Londres
- 2018-2019 : « Anni Albers », K20 Kunstsammlung Nordrhein-Westfalen, Düsseldorf, puis au Tate Modern, à Londres
- 2018-2019 : « Voyage Inside a Blind Experience », Musée Santa Maria della Scala, Sienne, puis à la Glucksman Gallery, à Cork et au Musée d'art contémporain de Zagreb
- 2019 : « Anni Albers », David Zwirner Gallery, New York

#### Années 2020
- 2021 : « Anni et Josef Albers », Musée d'Art Moderne de Paris.